# Ветстон (Аризона)
Ветстон (англ. Whetstone) — переписна місцевість (CDP) в США, в окрузі Кочіс штату Аризона. Населення — 3236 осіб (2020).

## Географія
Ветстон розташований за координатами 31°42′9″ пн. ш. 110°20′11″ зх. д. / 31.70250° пн. ш. 110.33639° зх. д. (31.702589, -110.336365).  За даними Бюро перепису населення США в 2010 році переписна місцевість мала площу 30,84 км², з яких 30,83 км² — суходіл та 0,00 км² — водойми.

## Демографія
Згідно з переписом 2010 року, у переписній місцевості мешкало 2617 осіб у 1055 домогосподарствах у складі 705 родин. Густота населення становила 85 осіб/км².  Було 1163 помешкання (38/км²).
Расовий склад населення:
| - 85,4 % — білих - 2,2 % — чорних або афроамериканців - 1,7 % — азіатів - 1,1 % — корінних американців - 0,5 % — вихідців з тихоокеанських островів - 5,3 % — осіб інших рас |

До двох чи більше рас належало 3,9 %. Частка іспаномовних становила 16,9 % від усіх жителів.
За віковим діапазоном населення розподілялося таким чином: 21,1 % — особи молодші 18 років, 62,6 % — особи у віці 18—64 років, 16,3 % — особи у віці 65 років та старші. Медіана віку мешканця становила 45,1 року. На 100 осіб жіночої статі у переписній місцевості припадало 105,4 чоловіків;  на 100 жінок у віці від 18 років та старших — 103,8 чоловіків також старших 18 років.